# Спенсервілл (Огайо)
Спенсервілл (англ. Spencerville) — селище (англ. village) в США, в окрузі Аллен штату Огайо. Населення — 2198 осіб (2020).

## Географія
Спенсервілл розташований за координатами 40°42′29″ пн. ш. 84°21′11″ зх. д. / 40.70806° пн. ш. 84.35306° зх. д. (40.708041, -84.353115).  За даними Бюро перепису населення США в 2010 році селище мало площу 2,51 км², з яких 2,51 км² — суходіл та 0,00 км² — водойми.

## Демографія
Згідно з переписом 2010 року, у селищі мешкали 2223 особи в 817 домогосподарствах у складі 583 родин. Густота населення становила 885 осіб/км².  Було 886 помешкань (353/км²).
Расовий склад населення:
| - 96,5 % — білих - 0,4 % — чорних або афроамериканців - 0,4 % — азіатів - 0,2 % — корінних американців |

До двох чи більше рас належало 2,5 %. Частка іспаномовних становила 0,7 % від усіх жителів.
За віковим діапазоном населення розподілялося таким чином: 30,6 % — особи молодші 18 років, 54,2 % — особи у віці 18—64 років, 15,2 % — особи у віці 65 років та старші. Медіана віку мешканця становила 33,4 року. На 100 осіб жіночої статі у селищі припадало 94,8 чоловіків;  на 100 жінок у віці від 18 років та старших — 84,8 чоловіків також старших 18 років.
Середній дохід на одне домашнє господарство  становив 50 532 долари США (медіана — 37 500), а середній дохід на одну сім'ю — 58 284 долари (медіана — 45 259). Медіана доходів становила 41 597 доларів для чоловіків та 25 714 долари для жінок. За межею бідності перебувало 23,3 % осіб, у тому числі 38,9 % дітей у віці до 18 років та 5,0 % осіб у віці 65 років та старших.
Цивільне працевлаштоване населення становило 828 осіб. Основні галузі зайнятості: виробництво — 35,9 %, освіта, охорона здоров'я та соціальна допомога — 23,7 %, мистецтво, розваги та відпочинок — 9,4 %, роздрібна торгівля — 6,0 %.